# Trace (manhwa)
Trace (트레이스?) è un manhwa e webtoon sudcoreano scritto e illustrato da Go Yeong-hun, anche conosciuto col nome d'arte "Nasty Cat". Egli ha affermato di aver voluto creare nell'opera eroi con identità coreane, ed è possibile osservarne i lati oscuri, quali invidia, gelosia ed egoismo. Dall'aprile 2007 il manhwa è apparso su Daum, uno dei portali internet più importanti della Corea del Sud, considerato il luogo di nascita di molti webtoon di successo.
Per quest'opera Go Yeong-hun ha vinto il primo premio e il Netizen's Choice Award al primo SICAF International Digital Cartoon Competition tenutosi nel 2006.

## Trama
La storia è ambientata nella moderna Corea del Sud. Trent'anni prima, creature non identificate apparvero dal nulla e attaccarono la popolazione. Esse causarono grandi distruzioni ovunque andavano. Questi mostri, chiamati "Troubles", gettarono il mondo nel chaos completo. Contemporaneamente alla prima apparizione dei Troubles, alcune persone nacquero con abilità sovrannaturali o le acquisirono col tempo. Questi mutanti chiamati "Traces" sono gli unici in grado di combattere i Troubles. I Traces sono anche considerati dei mostri e generalmente vengono evitati dalla comunità perché alcuni di loro hanno abusato dei propri poteri per i loro interessi.
La storia gira intorno a due personaggi principali. Sah Gang-kwon, uno studente nato come Trace che cerca di nascondere la propria abilità. L'altro è Kim Yun-Seong, che ha acquisito le sue abilità all'età di trent'anni e poco dopo sua moglie e figlia vennero portate via per degli esperimenti.
Cose che devi lasciare andare
Questo capitolo è incentrato sulla storia di Ghang Gwon e Tae Eun. Ghang Gwon è stato adottato dalla famiglia di Tae Eun da bambino e nasconde loro il fatto di essere un Trace. Egli non dorme di notte ma invece, va a caccia di Troubles per proteggere Tae Eun e suo padre, che considera la sua famiglia. Un'inaspettata serie di eventi fa sì che la sua identità venga rivelata a scuola e, segnalato come "Trace", è forzato a lasciare la sua famiglia temporaneamente.
Mendicante
Questo capitolo parla di Kim yun Seong, un uomo di mezz'età. Tutto ciò che abbia mai voluto è una vita tranquilla con la sua famiglia, lontano da Traces e Troubles. Quando si rende conto di aver acquisito i poteri di Trace, cerca di nasconderli ma viene scoperto dal governo e la sua famiglia portata via. Si unisce quindi ad altri Traces per riuscire ad entrare nella struttura dove crede sia tenuta la sua famiglia.
Rose
Questo capitolo riguarda la storia di Morrienoah Jin, un bambino la cui abilità gli permette di sparare con le dita. Egli era un assassino e lavorava con Morie. Un giorno, una ragazza di nome Jang-mi si presenta da lui per chiedere un accordo in cambio si protezione. Quando la scadenza dell'accordo si avvicina, Jin la manda via perché impaurito dall'amore che stava nascendo per lei. Poi si rese conto di non riuscire a trattenersi e si innamorò di Jang Mi.

## Personaggi principali
Sa Ghang Gwon
Sa Ghang Gwon è un Trace con l'abilità di manipolare il ghiaccio. Egli è una persona molto tranquilla. Ebbe i suoi poteri alla nascita e, siccome non riusciva a controllarli, Ghang Gwon ha accidentalmente attaccati i propri genitori. Questi ultimi l'hanno poi abbandonato in una strada, vicino ad una vecchia mendicante Trace che era in grado di evocare il fuoco. Ghang Gwon girovagò per un tempo indefinito, vivendo come uno spazzino e perdendo le proprie emozioni. Quando si imbatté in un combattimento col suo primo Trouble realizzò di non poterlo sconfiggere e quindi si circondò di ghiaccio fino a quando non scomparve. Egli svenne in un parco, dove fu trovato da Han Tae Eun che lo condusse a casa e chiese al padre se potessero tenerlo. Fu da loro adottato ma Ghang Gwon, temendo di essere nuovamente abbandonato, nasconde la sua identità di Trace. Egli continuò a combattere i Troubles, affinando le proprie abilità. 
Un giorno un Trouble attaccò la sua classe, Ghang Gwon ingaggia il combattimento e lo sconfigge. Dopo ciò, venne preso in custodia dal governo per tre mesi e poi affidato ad una scuola per Traces. Il suo obiettivo principale è quello di scappare e ritornare alla propria famiglia, e crede che catturare il "Team di Mendicanti" possa dargli la libertà.
Han Tae Eun
Han Tae Eun è conosciuta nella scuola come una combattente formidabile, più incline a comunicare attraverso i pugni che con le parole. Urla spesso, specialmente a Sa Ghang Gwon. Da bambina, sua madre fu uccisa da un Trace in un parco, e Tae Eun visitò spesso quel posto fin quando non trovò Sa Ghang Gwon incosciente. Lo portò con sé a casa per poi adottarlo. Un giorno, scoprì che Ghang Gwon era un Trace e fa di tutto per proteggere la sua identità a sua insaputa.
Kim Yoon Seong
Kim Yoon Seong era un uomo con una vita perfetta: un lavoro, un'adorabile moglie e una figlia. Tutto ciò cambia quando un giorno diventa un Trace. Essendo un cittadino rispettoso delle leggi, decide di registrarsi legalmente come Trace, piuttosto che nascondere la propria identità. In seguito la sua famiglia viene portata in una struttura dove vengono portate tutte le famiglie dei Traces. Quando non è più in grado di contattarli, si presenta alla struttura dove viene fermato da un gruppo di guardie Trace e inseguito fino al luogo di incontro con Jeong Hee Sub (un altro Trace che cerca di entrare nella struttura). Essi si riuniscono a formare un team e reclutano altri membri. Riescono ad entrare nella struttura dove Kim Yun Seong trova le famiglie dei Traces portate lì per delle sperimentazioni e poi uccise.
Morrienoah Jin
Da bambino, Jin era un Trace senza emozioni il cui motto era: "I buoni devono vivere, i cattivi devono morire". Dopo aver salvato Morrie, egli fu cresciuto da lui e addestrato per diventare un assassino. Jin ottenne facilmente il titolo di "Morrienoah", ciò lo descriveva come l'assassino perfetto poiché non aveva debolezze, quali le emozioni. Tutto questo cambiò nel momento in cui strinse un contratto bizzarro con una ragazza di nome Jang Mi, per proteggerla da un sicario per un mese. Jang Mi cambiò gradualmente la sua vita e Jin si innamorò di lei. Quando riuscì ad uccidere il suo assassino, Jang Mi si suicidò davanti ai suoi occhi. Si scopre che Jang Mi era la figlia di una delle sue vittime e aveva giurato vendetta dandogli amore e facendoglielo perdere. Nonostante ciò, ella finì per amarlo realmente. Jin viene poi reclutato nella "squadra Pierrot", insieme a Kim Yun Seong, per infiltrarsi nella struttura.